# Культура Бельгии
Культура Бельгии — совокупность культурного выражения разных групп, составляющих население Бельгии. Характерной особенностью культурой жизни Бельгии является фактическое разделение по языковому признаку на культуру двух важнейших общин, нидерландскоязычных фламандцев и франкоязычных валлонов, а также небольшого немецкоязычного меньшинства. В то же время некоторые течения в истории культуры Бельгии пересекали границы общин и фактически приобретали общенациональный характер, например архитектура модерна в конце XIX-начале XX века.

## Изобразительное искусство
Изобразительное искусство современной Бельгии своими корнями связано с фламандским искусством (XVII век), которому предшествовало искусство Нидерландов (XV—XVI века). Во фламандском искусстве пышность барокко сочеталась с реалистичными устремлениями (П. Рубенс, А. Ван-Дейк, Ф. Снейдерс, Я. Йорданс, Д. Тенирс, А. Браувер и др.). В XVIII веке оно теряет свою самобытность и испытывает французское влияние. Новый подъём в искусстве Бельгии начинается с 1830-х годов (Ф.-Ж. Навез, Густав Вапперс, Л. Галле, X. Лейс, Г. Гефс). В середине XIX века в искусстве Бельгии развивается бытовой жанр (Ж. Маду, А. Вервей, Фердинанд де Бракелер и др.). В картине Ч. Херманса «На рассвете» (1875) впервые зазвучала социальная тема. В произведениях А. де Гру воспроизведена жизнь бельгийского пролетариата. В 80-х гг. XX века в искусстве Бельгии выступает выдающийся реалист К. Менье. Известны его картины, посвященные шахтерам. Ярко проявился его могучий талант в скульптуре («Молотобоец», «Пудлингувальник», «Председатель грузчика. Антверпен», рельефы для «Памятника Труда»). Полны любви к трудовому народу произведения Я. Смитса, К. Пейзера, П. Полюса, Ж. де-Брьойкера. Известным художником конца XX века является Ф. Мазерель, живописные и графические произведения которого проникнуты гуманизмом и ненавистью к войне. В XX веке в искусстве Бельгии получили развитие также различные формалистические направления.

## Архитектура
Архитектура Бельгии берёт начало в нидерландском искусстве. Самыми ранними памятниками архитектуры Бельгии являются готические соборы в Брюсселе (XII—XV века), Антверпене (1352—1518), Брюгге (1239—1297). Архитектура Возрождения представлена многими жилыми и административными сооружениями, в частности ратушей в Антверпене (1561—1565, арх. К. Флориса). В конце XVI века создаётся так называемая фламандская школа, существовавшая до конца XVIII века. Своеобразная архитектура Бельгии того периода соединила в себе пластику барокко и приёмы готики (дом гильдий в Брюсселе, архитектор Г. де-Бройна, дом-музей П. Рубенса в Антверпене, церковные здания архитекторов В. Кубергера, Ж. Франкара, П. Хейенса, В. Хесиуса и Л. Фрайхербе). В XIX веке в архитектуре Бельгии воцарилась эклектика (арх. Л. Сейс, Ж. Поларт и А. Бала), а впоследствии её сменил модерн (арх. X. Ван де Вельде, В. Орта). В XX вtrrt значительно распространилась архитектура конструктивизма (посёлок «Сите Модерн» возле Брюсселя, 1927, арх В. Буржуа; «Небоскреб» в Антверпене, 1931, арх. Р. Ван Хунакер).

## Музыка
Музыка Бельгии в эпоху Возрождения сыграла большую роль в формировании европейской школы полифонического искусства, в XV—XVI веках известной как «нидерландская школа», но с XVII века она утратила своё ведущее значение. В XIX веке в музыке Бельгии возникли два творческих направления — фламандское (так называемое антверпенское) и валлонское. Большую славу получила бельгийская школа инструменталистов-исполнителей (Ш. Берио, А. Вьётан, Э. Изаи, Ф. Серве). Среди известных музыкантов XX века: композиторы Ж. Абсиль, Л. Дюбуа, О. Дюпон, Ф. Кине, А. Сури, М. Пот, Р. Шеврьой; скрипачи К. Ван Несте, А. Грюмьо; дирижеры Д. Дефо, Ф. Андре; музыковед Ш. Ван ден Борен и др. Мировую известность имеют международные музыкальные конкурсы пианистов и скрипачей, которые проводятся раз в 3 года.

## Театр
Профессиональный бельгийский театр существует с 1830 года. Большое влияние на развитие бельгийского театра XIX века имели драматурги Ван Лерберг, Морис Метерлинк, Роденбах, Кроммелинк. В 20-30-х гг XX века в репертуаре театров значительное место заняли пьесы драматургов-декадентов, постановки стилизованных мистерий. В эти же годы развилась деятельность бельгийского рабочего театра, коллективов, которые ставили произведения бельгийских и советских драматургов. В годы немецкой оккупации театральная жизнь Бельгии пришла в упадок. Среди драматических театров Брюсселя выделяются королевский театр Дю Парк, Бельгийский национальный театр, театры Де Галери́, Компани́ дю Ридо́ и другие.

## Кино
Бельгия не имеет развитой национальной кинематографии, демонстрируются, в основном, иностранные кинокартины. Но документальные и научно-популярные фильмы отличаются художественным совершенством. Среди них: «Золотой век» — режиссёр П. Хазарт; «Рубенс» — режиссёр А. Сторк.

## Мода
Бельгия сформировала одну из наиболее влиятельных традиций в моде второй половины XX века. Бельгийская мода и дизайн определили развитие костюма на рубеже XX и XXI веков. Формирование стиля бельгийской школы связано с таким направлением как деконструктивизм в костюме. Наиболее известной группой бельгийских дизайнеров можно считать «Антверпенскую шестерку», которая объединила выпускников 1980—1981 года Королевской академии изящных искусств в Антверпене. К бельгийским модным дизайнерам, многие из которых оказались связаны с модной деконструкцией, относятся такие мастера как Мартин Маржела, Анн Демельмейстер, Дрис Ван Ноттен, Дирк Биккембергс, Дирк Ван Саен, Симонс, Раф, Хайдер Аккерман и др.

## Литература

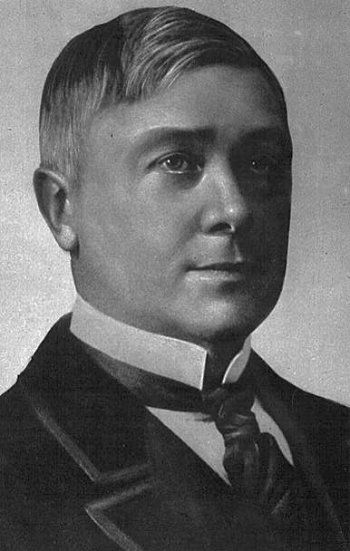
Лауреат Нобелевской премии по литературе Морис Метерлинк

### Комикс
Бельгия — один из крупнейших центров франкоязычного комикса (bande dessinée). В начале XX века именно здесь шло наиболее интенсивное развитие этого жанра. Всемирную известность приобрёл художник и сценарист Эрже́, создавший серию комиксов о репортёре-путешественнике Тинтине. В послевоенные годы центром индустрии стала Франция, однако и в Бельгии крупные издательства, такие как Le Lombard и Dupuis, продолжают выпускать популярные серии BD. Среди самых известных — «Смурфы», «Торгал», «Счастливчик Люк».